# Кралете на лятото
„Кралете на лятото“ (на английски: The Kings of Summer) е американски независим филм, комедия/драма от 2013 г. с премиера на кинофестивала Сънданс. Главните роли се изпълняват от Ник Робинсън, Гейбриъл Басо и Мойзес Ариас. Трима тийнейджъри, в краен акт на независимост от задушаващите ги родители, решават да избягат и построят къща в гората, където да живеят и разчитат на природата за оцеляване.

## Актьорски състав
- Ник Робинсън – Джо Той
- Гейбриъл Басо – Патрик Кийнан
- Мойзес Ариас – Бияджио
- Ник Офърман – Франк Той
- Алисън Бри – Хедър Той
- Меган Мълали – г-жа Кийнан
- Марк Евън Джаксън – г-н Кийнан

## Продукция
Това е първият пълнометражен филм на режисьора Вот-Робъртс и първият реализиран сценарий на Крис Галета. Снимките започват през лятото на 2012 г. на различни места около Охайо, включително Кливланд, Чагрин Фолс, Линдхърст и южната болница в Уорънсвил.

## Премиера
Премиерата се състои на 19 януари 2013 г. по време на филмовия фестивал в Сънданс под името „Къщата на Той“ (Toy's House). Малко след това CBS придобива правата над разпространяването и променя името на сегашното – „Кралете на лятото“. Премиерата е на 3 април 2013 г. в националния филмов фестивал в Кливланд. Първоначалната премиерата в кината е за 14 юни 2013 г., но е преместена за 31 май. Получава ограничено разпространение в кината.